# 続・荒野の1ドル銀貨
『続・荒野の1ドル銀貨』（ぞく・こうやの1ドルぎんか 原題：Il ritorno di Ringo/The Return of Ringo）は、1965年制作のマカロニ・ウェスタン。
『荒野の1ドル銀貨』の続編のような邦題が付けられているが、同じジュリアーノ・ジェンマが主演というだけで、全く関連がない。

## あらすじ
南北戦争が終わり、北軍大尉のモンゴメリー・ブラウン、通称・リンゴは故郷へと帰ってきた。しかし、彼が出征している間に町を流れる川で砂金が発見され、それに目を付けたフエンテス兄弟率いるメキシコ人の盗賊団が町を支配していた。リンゴは別人に成りすましてフエンテス兄弟が根城にしているブラウン邸に向かい、そこで妻ハリーがフエンテス兄弟の弟パコの愛人にされていることを知る。リンゴは町の花屋の助手になり機会を窺うが、酒場でフエンテス兄弟の兄エステバンに因縁を付けられリンチされる。エステバンの愛人ロシタに助けられたリンゴは花屋に戻り、彼から父ブラウン議員が兄弟に殺されたことを聞かされる。同じ頃、町に「モンゴメリー・ブラウン」の遺体が到着し、葬儀が執り行われる。その遺体は兄弟が北軍将校を買収して手に入れた別人の遺体であり、パコは夫の死を悲しむハリーとの結婚を決める。仕事でブラウン邸に来たリンゴはハリーと娘エリザベスと再会するが、部屋の所持品を持ち出そうとしたところを兄弟に見付かり、盗みの罪で右手をナイフで串刺しにされてしまう。
花屋で養生するリンゴの元をハリーが訪れ、リンゴは彼女と娘を連れて逃げようとする。それに対し、ハリーは町を守るために兄弟と戦って欲しいと訴える。ハリーが立ち去った後、リンゴはロシタの元を訪れて兄弟と戦うことを決断し、花屋や昔馴染みのピットの協力を得て左手で銃を使えるように特訓を重ね、酒場でエステバンをイカサマ賭博の罪で捕まえる。パコの報復を恐れる保安官を説得したリンゴはエステバンの手下を射殺した後、保安官事務所からダイナマイトを持ち出してブラウン邸に仕掛ける。事情を知らないパコはハリーを連れて教会に向かい結婚式を執り行うが、そこには手下たちの棺があり、リンゴはパコに勝負を挑む。リンゴたちはパコを追い詰めるが、エステバンがロシタの助けを借りて脱走し、保安官を射殺してパコと共にブラウン邸に逃げ込む。リンゴは町の人々と共にブラウン邸に乗り込み、兄弟一味を銃撃戦の末に全滅させる。戦いを見届けたロシタは町を立ち去り、リンゴはハリーとエリザベスとの再会を喜ぶ。

## キャスト
| 役名                             | 俳優                   | 日本語吹替 | 日本語吹替   |
| 役名                             | 俳優                   | TBS版      | テレビ東京版 |
| -------------------------------- | ---------------------- | ---------- | ------------ |
| モンゴメリー・ブラウン（リンゴ） | ジュリアーノ・ジェンマ | 横光勝彦   | 野沢那智     |
| エステバン・フエンテス           | フェルナンド・サンチョ | 滝口順平   | 滝口順平     |
| パコ・フエンテス                 | ジョージ・マーティン   | 仁内達之   | 麦人         |
| ハリー・ブラウン                 | ロレーラ・デ・ルーカ   | 杉山佳寿子 | 高島雅羅     |
| ロシタ                           | ニエベス・ナバロ       |            |              |
| 保安官                           | アントニオ・カサス     | 勝田久     | 大木民夫     |
| 花屋                             | マヌエル・ムニス       |            | 北村弘一     |

- TBS版：初回放送1972年10月23日21:00-22:55『月曜ロードショー』
- テレビ東京版：初回放送1984年12月6日21:00-22:54『木曜洋画劇場』※DVD収録[2]